# Кровоносна система риб

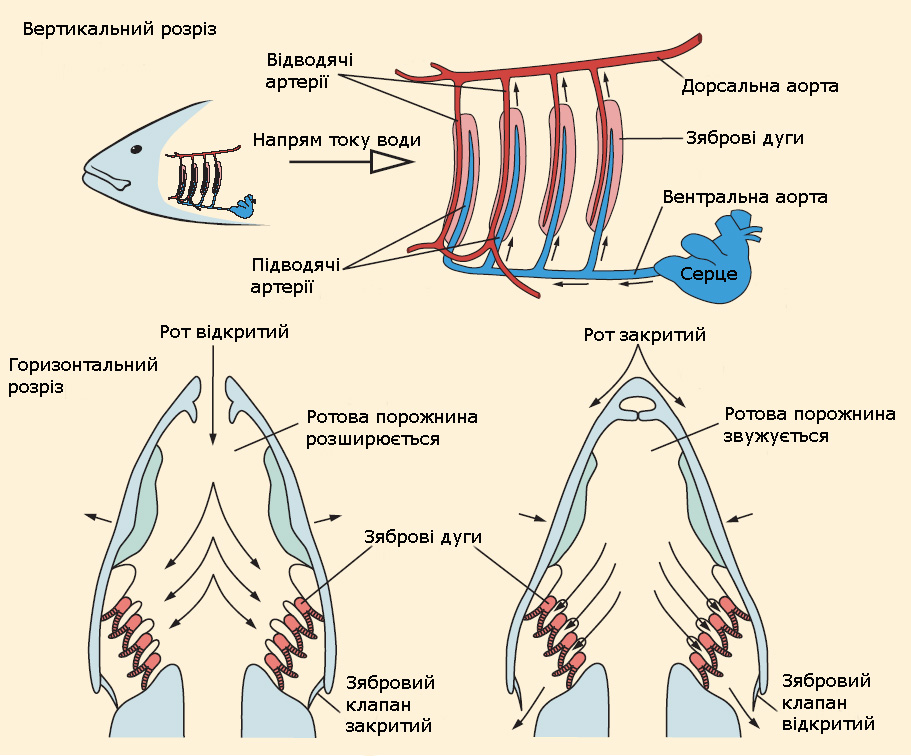
Схема газообміну у риб

Кровоносна система риби проводить кров від серця через зябра та тканини тіла. На відміну від серця інших хребетних, серце риб не пристосоване для відокремлення (навіть часткового) збагаченої киснем крові від незбагаченої. Структурно серце риб являє собою послідовну серію з двох камер, заповнених деоксигенованою (венозною) кров'ю: венозний синус, передсердя, шлуночок та артеріальний конус. Камери серця розділені клапанами, які дозволяють крові при скороченні стінок серця рухатись тільки в прямому напрямі (від венозного синуса до артеріального конуса), але не навпаки.
Основним органом газообміну риб є зябра, що розташовані по сторонах ротової порожнини. У костистих риб вони закриті зябровою кришкою, в інших класів — вільно відкриваються назовні. Під час вентиляції зябер вода потрапляє в ротову порожнину через рот, а потім проходить між зябровими дугами та виходить назовні з-під зябрових кришок. Анатомічно зябра складаються з напівпроникних мембран та кровоносних судин, що розташовані на кісткових зябрових дугах. Специфічною структурою, пристосованою для газообміну, є зяброві пелюстки, де під тонким епітелієм знаходяться сильно розгалужені капіляри.
На додаток до зябер риби можуть використовувати і багато інших систем газообміну. На стадії личинки помітна частина газообміну здійснюється через шкіру; кілька видів риб мають «легені», де зберігається зволожене повітря (амія); деякі види можуть дихати повітрям безпосередньо (гурамі).

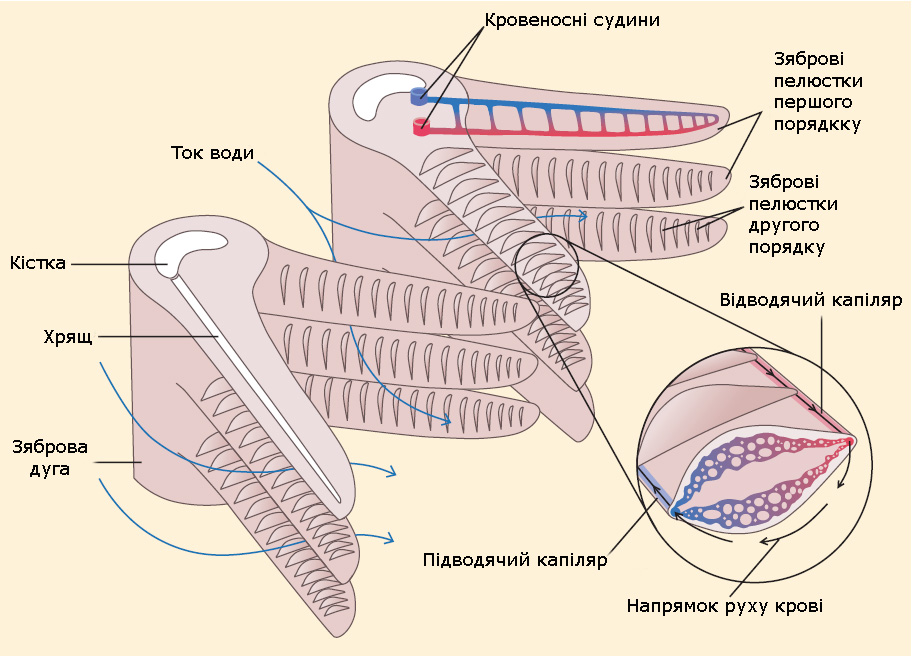
Схема роботи зябрового апарату риб

## Контроль плавучості
З газообміном також пов'язане функціонування плавального міхура — порожнини, заповненої газом, яка міститься всередині порожнини тіла риб. Збільшення об'єму плавального міхура дозволяє рибі підійматись в товщі води, зменшення — опускатись, не докладаючи додаткових зусиль. У багатьох риб газ може надходити в плавальний міхур через спеціальну газову залозу та так звану «чарівну сітку» — сильно розгалужені капіляри на поверхні плавального міхура. Газова залоза працює завдяки закисленню крові (зменшенню величини показника її pH), в результаті чого знижується здатність крові до розчинення газів, і молекули цих газів легше проникають до плавального міхура. Специфічна мембранна структура, що називається «овал», контролює об'єм газу в міхурі. На відміну від решти внутрішньої поверхні плавального міхура, що покрита шаром амінокислоти гуаніну, який запобігає проникненню газу, поверхня овалу такої вистилки не має, і є легко проникною для газоподібних речовин. Деякі риби мають спеціальний м'яз — газовий сфінктер, що може або скорочувати площу овалу, зменшуючи газообмін, або розтягувати його, посилюючи втрати газу з міхура і зменшуючи, таким чином, його об'єм.
Також деякі риби (так звані відкритоміхурні — коропоподібні, оселедцеподібні) мають спеціальний канал, що поєднує кишковий тракт (стравохід) з плавальним міхуром — завдяки цьому вони можуть ковтати повітря з поверхні і зберігати його в плавальному міхурі.
Багатьом рибам притаманні також інші адаптації для контролю плавучості, окрім плавального міхура. У деяких групах, у яких плавальний міхур відсутній (наприклад, у всіх видів класу Хрящеві риби), плавучість підвищується завдяки жировим відкладенням, або підтримується завдяки безперервному руху, що не дає рибі іти на глибину.